# Úmanski
Úmanski - Уманский (rus) és un possiólok del krai de Krasnodar, a Rússia. Es troba al riu Zubova, afluent del Migut, a 15 km al sud-oest de Leningràdskaia i a 134 km al nord de Krasnodar.
Pertanyen a aquest possiólok els possiolki de Gratxovka i Motorni.